# Якушево (Мусорский сельсовет)
Якушево — деревня в Череповецком районе Вологодской области.
Входит в состав Югского сельского поселения (с 1 января 2006 года по 8 апреля 2009 года входила в Мусорское сельское поселение), с точки зрения административно-территориального деления — в Мусорский сельсовет.
Расстояние до районного центра Череповца по автодороге — 69 км, до центра муниципального образования Нового Домозерова по прямой — 30 км. Ближайшие населённые пункты — Завидово, Чиково, Воскресенское.
По переписи 2002 года население — 151 человек (74 мужчины, 77 женщин). Преобладающая национальность — русские (96 %).